# Station Genech
Station Genech is een spoorwegstation in de Franse gemeente Genech. Het ligt langs de spoorlijn Somain - Halluin.